# Venezuela en los Juegos Olímpicos de Moscú 1980
Venezuela estuvo representada en los Juegos Olímpicos de Moscú 1980 por un total de 37 deportistas masculinos que compitieron en 7 deportes.
El portador de la bandera en la ceremonia de apertura fue el boxeador Antonio Esparragoza.

## Medallistas
El equipo olímpico venezolano obtuvo las siguientes medallas:
| Medalla          | Atleta           | Deporte | Evento    | Fecha               |
| ---------------- | ---------------- | ------- | --------- | ------------------- |
| Medalla de plata | Bernardo Piñango | Boxeo   | – 54 kg M | 2 de agosto de 1980 |

## Deportes

### Atletismo
Masculino
| Atletas        | Evento | Eliminatoria | Eliminatoria | Cuarto de final | Cuarto de final | Semifinal | Semifinal | Final     | Final     |
| -------------- | ------ | ------------ | ------------ | --------------- | --------------- | --------- | --------- | --------- | --------- |
| Atletas        | Evento | Tiempo       | Lugar        | Tiempo          | Lugar           | Tiempo    | Lugar     | Tiempo    | Lugar     |
| William Wuycke | 800 m  | 1:48.42 (Q)  | 8            | —               | —               | 1:47.38   | 10        | No avanzó | No avanzó |

### Boxeo
| Atleta                | Evento                    | Dieciséisavos de final             | Octavos de final                 | Cuartos de final              | Semifinales         | Final                          | Final            |
| Atleta                | Evento                    | Oponente Resultado                 | Oponente Resultado               | Oponente Resultado            | Oponente Resultado  | Oponente Resultado             | Puesto           |
| --------------------- | ------------------------- | ---------------------------------- | -------------------------------- | ----------------------------- | ------------------- | ------------------------------ | ---------------- |
| Pedro Manuel Nieves   | Peso minimosca -48 kg     | Singkham Phongprathith (LAO) V 4-1 | Dietmar Geilich (GDR) P 0-5      | No avanzó                     | No avanzó           | No avanzó                      | 9                |
| Ramón Armando Guevara | Peso mosca -51 kg         | Nyama Narantuya (MGL) V 5-0        | Yo Ryon-Sik (PRK) P 1-4          | No avanzó                     | No avanzó           | No avanzó                      | 9                |
| Bernardo Piñango      | Peso gallo -54 kg         | Ernesto Alguera (NCA) V 4-1        | Veli Koota (FIN) V DQ 2 Round    | Siryakibbe (UGA) V KO 2 Round | Dumitre (ROU) V 3-2 | Bautista Hernández (CUB) P 0-5 | Medalla de plata |
| Antonio Esparragoza   | Peso pluma -57 kg         | Peter Joseph Hanlon (GBR) P 1–4    | No avanzó                        | No avanzó                     | No avanzó           | No avanzó                      | 17               |
| Nelson René Trujillo  | Peso ligero -60 kg        | Sean Doyle (IRL) P RSC 2 Round     | No avanzó                        | No avanzó                     | No avanzó           | No avanzó                      | 17               |
| Nelson José Rodríguez | Peso superligero -63,5 kg | John Munduga (UGA) P 1-4           | No avanzó                        | No avanzó                     | No avanzó           | No avanzó                      | 17               |
| Elio Díaz             | -67 kg                    | Lucas Msomba (TAN) P 1-4           | No avanzó                        | No avanzó                     | No avanzó           | No avanzó                      | 17               |
| Jackson Rivera        | -71 kg                    | Roger Houangni (BEN) V 5-0         | Wilson Kaoma (ZAM) P DQ 2 Round  | No avanzó                     | No avanzó           | No avanzó                      | 9                |
| Jesús Antonio Cabezas | Peso mediano -75 kg       | —                                  | Jang Bong-Mun (PRK) P KO 2 Round | No avanzó                     | No avanzó           | No avanzó                      | 9                |

### Ciclismo

#### Ciclismo de Ruta
Masculino
| Atleta                                              | Evento                                         | Tiempo               | Lugar |
| --------------------------------------------------- | ---------------------------------------------- | -------------------- | ----- |
| Olinto Silva                                        | Ruta individual (189 km) masculino             | No finalizó          |       |
| Juan Arroyo                                         | Ruta individual (189 km) masculino             | No finalizó          |       |
| Mario Medina                                        | Ruta individual (189 km) masculino             | 5:04:07.9 (+15:39.0) | 34    |
| Jesús Torres                                        | Ruta individual (189 km) masculino             | 4:57:38.9 (+9:10.0)  | 20    |
| Juan Arroyo Claudio Pérez Olinto Silva Mario Medina | 100 km ruta contrarreloj por equipos masculino | 2:14:15.8            | 18    |

### Fútbol
Torneo masculino

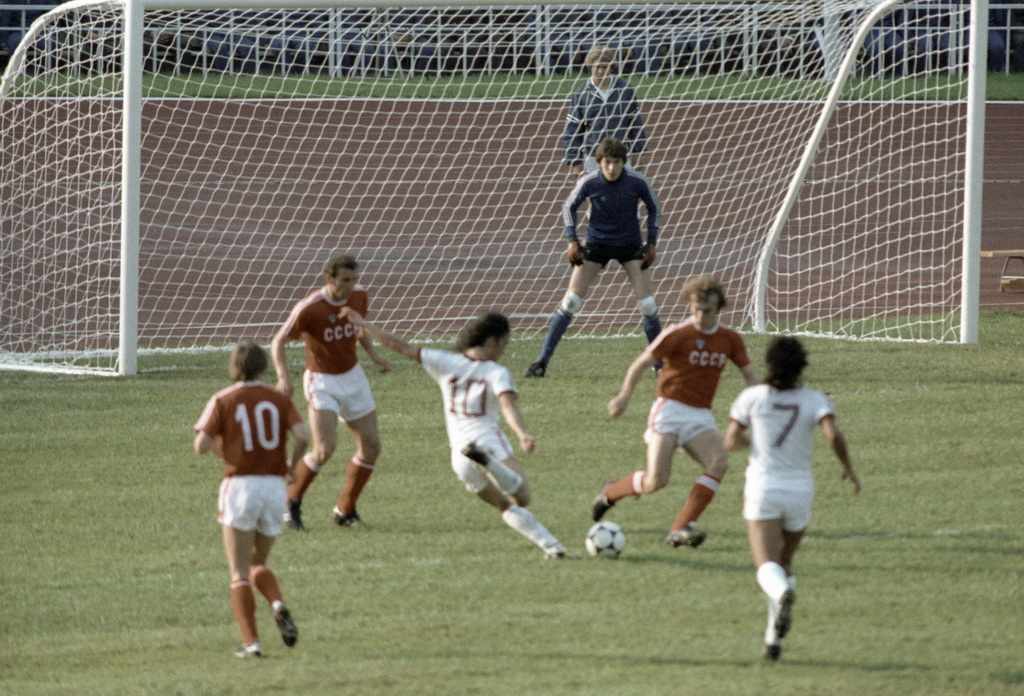
Los equipos de y la durante los XXII Juegos Olímpicos de Moscú de 1980.

Debido a que Argentina se une al boicot político encabezada por los Estados Unidos, Venezuela ocupa su lugar en Moscú, quedando en el grupo A, con las selecciones de la Unión Soviética, Cuba y Zambia, consiguiendo solo una victoria, ante los africanos.
Convocatoria
Resultados
Grupo A
| Equipo          | Pts | PJ | PG | PE | PP | GF | GC | DG  |
| --------------- | --- | -- | -- | -- | -- | -- | -- | --- |
| Unión Soviética | 6   | 3  | 3  | 0  | 0  | 15 | 1  | +14 |
| Cuba            | 4   | 3  | 2  | 0  | 1  | 3  | 9  | -6  |
| Venezuela       | 2   | 3  | 1  | 0  | 2  | 3  | 7  | -4  |
| Zambia          | 0   | 3  | 0  | 0  | 3  | 2  | 6  | -4  |

| 20 de julio de 1980 | Unión Soviética                                              | 4 - 0   | Venezuela | Estadio Central Lenin, Moscú,                            |                                                          |
| 12:00               | - Andreyev 3' - Cherenkov 25' - Gavrilov 34' - Oganesian 51' | Reporte |           | Asistencia: 90 000 espectadores Árbitro(s): Franz Wöhrer | Asistencia: 90 000 espectadores Árbitro(s): Franz Wöhrer |

| 22 de julio de 1980 | Venezuela         | 1 - 2   | Cuba                                   | Estadio S.M. Kirov, Leningrado,                                    |                                                                    |
| 12:00               | - Zubizarreta 53' | Reporte | - Luis Hernández 49' - Ramón Núñez 71' | Asistencia: 70 000 espectadores Árbitro(s): Emilio Carlos Guruceta | Asistencia: 70 000 espectadores Árbitro(s): Emilio Carlos Guruceta |

| 24 de julio de 1980 | Venezuela                          | 2 - 1   | Zambia        | Estadio S.M. Kirov, Leningrado,                                 |                                                                 |
| 12:00               | - Zubizarreta 86' - Elie 90'(Pen.) | Reporte | - Chitalu 73' | Asistencia: 80 000 espectadores Árbitro(s): Jesús Paulino Siles | Asistencia: 80 000 espectadores Árbitro(s): Jesús Paulino Siles |

### Halterofilia
Masculino
| Atleta           | Evento | Peso corporal | Arrancada (kg) | Arrancada (kg) | Arrancada (kg) | Arrancada (kg) | Envión (kg) | Envión (kg) | Envión (kg) | Envión (kg) | Total | Posición |
| Atleta           | Evento | Peso corporal | 1              | 2              | 3              | Resultado      | 1           | 2           | 3           | Resultado   | Total | Posición |
| ---------------- | ------ | ------------- | -------------- | -------------- | -------------- | -------------- | ----------- | ----------- | ----------- | ----------- | ----- | -------- |
| Humberto Fuentes | −52 kg | 52.0          | 90             | 90             | 90             | 90             | 117.5       | 127.5       | 127.5       | 117.5       | 207.5 | 11       |

### Natación
Masculino
| Atleta                     | Evento                     | Preliminares | Preliminares | Semifinal | Semifinal | Final     | Final     |
| Atleta                     | Evento                     | Tiempo       | Posición     | Tiempo    | Posición  | Tiempo    | Posición  |
| -------------------------- | -------------------------- | ------------ | ------------ | --------- | --------- | --------- | --------- |
| Alberto Mestre             | 100 metros estilo libre    | 52.62        | 13           | —         | —         | No avanzó | No avanzó |
| Alberto Mestre             | 200 metros estilo libre    | 1:55,69      | 27           | —         | —         | No avanzó | No avanzó |
| Jean-Marc Francois Carezis | 200 metros estilo libre    | 1:54,76      | 20           | —         | —         | No avanzó | No avanzó |
| Jean-Marc Francois Carezis | 400 metros estilo libre    | 4:04.48      | 22           | —         | —         | No avanzó | No avanzó |
| Rafael Vidal               | 100 metros estilo mariposa | 57.33        | 18           | No avanzó | No avanzó | No avanzó | No avanzó |
| Rafael Vidal               | 200 metros estilo mariposa | 2:04.23      | 11           | —         | —         | No avanzó | No avanzó |

### Tiro
| Atleta             | Evento      | Final  | Final  |
| Atleta             | Evento      | Puntos | Puesto |
| ------------------ | ----------- | ------ | ------ |
| Julio de las Casas | Skeet mixto | 194    | 12     |
| Juan Lavieri       | Skeet mixto | 185    | 35     |